# Równanie różniczkowe Blasiusa
Równanie różniczkowe Blasiusa – nieliniowe równanie różniczkowe III rzędu występujące w teorii warstwy granicznej. Równanie to pojawiło się po raz pierwszy w podanym przez Blasiusa klasycznym rozwiązaniu samopodobnym równań Prandtla opisujących przepływ płynu w laminarnej warstwie granicznej (tzw. laminarna warstwa graniczna Balsiusa).

## Problem fizykalny
Równanie różniczkowe Blasiusa pojawia się w opisie przepływu w warstwie granicznej rozwijającej się w otoczeniu nieruchomej, sztywnej, płaskiej i znikomo cienkiej płyty ustawionej równolegle do opływającego ją jednorodnego strumienia płynu. Przyjmując oś x równoległą do kierunku przepływu i położoną na płycie, a oś y prostopadłą do kierunku przepływu i skierowaną w głąb płynu Blasius (1908) poszukiwał rozkładu składowej prędkości u równoległej do płyty w postaci:
{\displaystyle u=Uf'(\eta ),\qquad \qquad \qquad \qquad (1)}
gdzie {\displaystyle U} jest prędkością napływającego niezaburzonego strumienia, a zmienna {\displaystyle \eta } wyraża się jako:
{\displaystyle \eta ={\frac {y}{\delta }}=y{\sqrt {\frac {x\mu }{\varrho \,U}}},\qquad \qquad \qquad (2)}
przy czym {\displaystyle \delta } jest grubością warstwy granicznej wokół płyty (zmieniającą się z odległością x od jej początku), {\displaystyle \mu } jest lepkością płynu, a {\displaystyle \varrho } jego gęstością.

## Równanie różniczkowe i zagadnienie brzegowe Blasiusa
Podstawiając reprezentację Blasiusa (1) do równań Prandtla dla warstwy granicznej otrzymuje się następujące równanie różniczkowe dla funkcji {\displaystyle f(\eta ){:}}
{\displaystyle {\frac {d^{3}f(\eta )}{d\eta ^{3}}}+{\frac {1}{2}}f(\eta ){\frac {d^{2}f(\eta )}{d\eta ^{2}}}=0.\qquad (3)}
Równanie powyższe nazywane jest równaniem różniczkowym Blasiusa, a funkcja {\displaystyle f(\eta )} funkcją pierwotną Blasiusa.
Aby funkcja {\displaystyle f(\eta )} posiadała sens fizykalny, spełniać musi zarazem następujące warunki brzegowe:
{\displaystyle \left.f(\eta )\right|_{\eta =0}=0,\qquad \qquad \qquad \qquad (4)}
{\displaystyle \left.{\frac {df(\eta )}{d\eta }}\right|_{\eta =0}=0,\qquad \qquad \qquad \qquad (5)}
{\displaystyle \left.{\frac {df(\eta )}{d\eta }}\right|_{\eta \to \infty }=1.\qquad \qquad \qquad \quad (6)}

## Rozwiązanie
Ze względu na nieliniowość zagadnienie brzegowe (3) – (6) nie może być rozwiązane metodami analitycznymi. Blasius poszukiwał funkcji {\displaystyle f(\eta )} w postaci szeregu nieskończonego:
{\displaystyle f(\eta )=\sum \limits _{n=0}^{\infty }a_{n}\eta ^{n},\qquad \qquad \qquad \qquad \qquad (7)}
znajdując ostatecznie:
{\displaystyle f(\eta )=\sum \limits _{n=0}^{\infty }\left(-{\frac {1}{2}}\right)^{n}{\frac {c_{n}\varkappa ^{n+1}}{(3n+2)!}}\,\eta ^{3n+2},\qquad (8)}
gdzie:
{\displaystyle c_{0}=1,\quad c_{1}=1,\quad c_{2}=11,\quad c_{3}=375,...\qquad (9)}
{\displaystyle \varkappa \simeq 0{,}33206.\qquad \qquad \qquad \qquad \qquad \qquad (10)}
Obecnie zagadnienie brzegowe Blasiusa (3)–(6) rozwiązuje się technikami numerycznymi. Dobre rezultaty daje zastosowanie metody Rungego-Kutty IV rzędu z wykorzystaniem metody strzałów.

## Własności rozwiązań
Dla dodatnich wartości argumentu pierwotna funkcja Blasiusa jest regularną, monotonicznie rosnącą funkcją nie posiadającą punktów przegięcia. Posiada natomiast asymptotę ukośną, do której zdążają jej wartości, jeśli argument zdąża do nieskończoności.
Funkcja styczna Blasiusa będąca pierwszą pochodną pierwotnej funkcji Blasiusa i zdefiniowana w sposób:
{\displaystyle B_{L}(\eta )\;{\stackrel {\mathrm {df} }{=}}\;{\frac {df(\eta )}{d\eta }}}
dla dodatnich wartości argumentu jest regularną, monotonicznie rosnącą funkcją nieposiadającą punktów przegięcia. Funkcja styczna Blasiusa posiada dwie asymptoty. Jedna z nich to asymptota pozioma na wysokości 1, do której dążą wartości funkcji, gdy jej argument zmierza do nieskończoności. Druga asymptota jest asymptotą ukośną o nachyleniu równym pierwszej pochodnej pierwotnej funkcji Blasiusa, gdy jej argument zmierza do zera. Wartości stycznej funkcji Blasiusa zbliżają się do asymptoty ukośnej, gdy jej argument zmierza do zera.
Funkcja styczna Blasiusa opisuje rozkład prędkości w otoczeniu opływanej płyty. Badania doświadczalne przeprowadzone m.in. przez Nikuradsego w latach 20. i 30. XX wieku potwierdziły wysoką zgodność rozwiązania uzyskanego przez Blasiusa z rzeczywistym obrazem ruchu płynu.
Uogólnieniem równania różniczkowego Blasiusa jest równanie różniczkowe Falknera-Skana opisujące przepływ płynu w laminarnej warstwie granicznej w otoczeniu sztywnej płyty ustawionej ukośnie w stosunku do napływającego jednorodnego strumienia płynu.